# Marcel Huot
Marcel Huot (Épernay, 9 de septiembre de 1896 — Pantin, 23 de abril de 1954) fue un ciclista francés que fue profesional entre 1921 y 1931.
Su éxito deportivo más destacado es una victoria de etapa al Tour de Francia de 1928.

## Palmarés
- 1921
  - 1.º en la París-Armentières
- 1922
  - 1.º en el Circuito des Monts du Roannais
- 1928
  - Vencedor de una etapa al Tour de Francia

### Resultados al Tour de Francia
- 1923. 10.º de la clasificación general
- 1924. Abandona (8.ª etapa)
- 1926. Abandona (10.ª etapa)
- 1927. Abandona (9.ª etapa)
- 1928. 9.º de la clasificación general. Vencedor de una etapa
- 1929. Abandona (14.ª etapa)
- 1930. Abandona (14.ª etapa)